# José Miguel Rojas
José Miguel Rojas González (San José, 1959) es un pintor y escritor costarricense. 
Su formación se inicia en la Casa del Artista (1975 – 1977) y en la Facultad de Bellas Artes de la Universidad de Costa Rica, obteniendo su licenciatura en artes plásticas, con énfasis en pintura en 1985. Posteriormente fue becado por el Servicio de estudios de intercambio alemán (DAAD) de 1992 a 1995, donde trabajó como “frei kunst” en la Fachhochschule Kunst und Design-Hannover y la Kustakademie-Düseldorf en el campo del grabado en metal y la serigrafía.  Durante esos años llevó a cabo un proyecto en gráfica sobre la obra de Holbein, titulado “La danza de la muerte”.
Su experiencia laboral se ha desarrollado en el campo de la investigación, registro, docencia y curaduría en diversas instituciones artísticas de Costa Rica. Entre los años 1984 y 1987 trabajó en el Departamento de Registro e Investigación del Museo de Arte costarricense. En esas mismas fechas impartió varios cursos como profesor de Artes plásticas de la Facultad de Bellas Artes de la Universidad de Costa Rica.
Fue curador de la colección de artes plásticas del Banco Central de Costa Rica de 1987 a 1990.  También ejerció ese mismo cargo en el Museo de Arte Costarricense de 1991 a 1992 y luego de 1995 hasta el 2014. Ambos períodos fueron interrumpidos por los estudios en Alemania mencionados con anterioridad.   
Entre sus exposiciones individuales destacan: Los insepultos (1984), Imágenes del poder (1989), Misericordia (1991), Ese tenue hilo de la vida que nos separa (1999), América, no invoco tu nombre en vano (2001), Contraatacando (2002), Juego Sucio (2007) y Ensayo sobre el rostro (2008). En el año 2014, los Museos del Banco Central de Costa Rica llevan a cabo una gran retrospectiva de carácter antológico, por la que le otorgarán el Premio Nacional Aquileo J. Echeverría de manera compartida con el pintor Gerardo González.
Desde 1994 ha participado en varios concursos de pintura; ha sido un activo promotor del arte costarricense como curador, escritor, jurado de varios concursos y profesor. Ha escrito diversos ensayos sobre las artes plásticas costarricenses. Tiene, además, obra poética inédita.
Se ha encargado de 40 curadurías. Ha llevado 30 exposiciones individuales; 61 exposiciones colectivas, por las que ha recibido varios premios individuales y colectivos.

## Premios
Entre los premios recibidos hay que destacar: la Beca Taller del Ministerio de Cultura, Juventud y Deportes por su proyecto Los insepultos (1985), el Premio Áncora de la cultura 1985-1986, otorgado por la sección de artes plásticas del periódico La Nación (1987), una Mención de Honor en la III Bienal de arte costarricense Lachner & Sáenz, San José, Costa Rica, por su obra Silvia y yo (1988), una mención honorífica en el Salón Nacional de Pintura organizado por el Museo de Arte Costarricense (1989). Además, fue seleccionado en el evento nacional Bienarte para representar a Costa Rica en la Bienal Centroamericana en el año 2000.

## Obras
Sus obras se encuentran en varias colecciones privadas y de varios museos dentro como fuera del país. Vale la pena mencionar el Museum of Latin American Art (MoLAA) en Los Ángeles, el San Diego Museum of Art en California, el Miami Dade Community College, la Kunstakademie-Düsseldorf en Alemania, el Museo de Arte Costarricense, el Museo de Arte y Diseño Contemporáneo (Costa Rica) y los Museos del Banco Central de Costa Rica, entre otros. 